# Soyuz 20
Soyuz 20 fue una misión de una nave Soyuz 7K-T modificada (Soyuz 7K-T/A9) lanzada el 17 de noviembre de 1975 sin tripular desde el cosmódromo de Baikonur.
La misión consistió en comprobar el comportamiento de la nave en misiones de larga duración y bajo diferentes condiciones de vuelo. Llevó una carga biológica consistente en varios animales.
La nave fue recuperada con éxito el 16 de febrero de 1976 a las 2:24 GMT.